# Општина Челару (Долж)
Челару (рум. Celaru) општина је у Румунији у округу Долж.
Oпштина се налази на надморској висини од 131 m.